# Gunman Chronicles
Gunman Chronicles es un videojuego de disparos en primera persona desarrollado por la actualmente desaparecida empresa Rewolf Software. Inicialmente el título fue Gunmanship 101 y fue originalmente ideado como un mod de Quake y posteriormente de Quake II, finalmente se desarrolló como un mod de Half-Life. Gunman Chronicles fue expuesto al público por primera vez en la Mod Expo de Half-Life de 1999, el interés que despertó en el público provocó que la editora Sierra propusiera a Rewolf la creación de un juego completo y comercial. El desarrollo del juego ya había progresado en buena medida cuando Valve proporcionó oficinas, fondos y un diseñador de niveles (Jeff Lane) para colaborar con el resto del desarrollo.
La demo del juego incluía niveles no disponibles en el juego completo, aunque estos pueden ser añadidos al gameplay del juego mediante el parche "Gunman Chronicles Demo Addon". 

## Argumento
De acuerdo con la cinemática inicial, los Gunman ejercen como una fuerza policial armada para la expansión humana interplanetaria en un período desconocido de un futuro distante. Durante una misión cinco años anterior a los acontecimientos que transcurren durante el juego, los Gunman fueron enviados a un planeta llamado Banzure Prime para investigar un corte de comunicaciones en unas instalaciones coloniales bajo el mando de un líder, conocido simplemente como "El General". Durante la investigación en la colonia, los Gunman empiezan a ser atacados por unas organismos gigantes que serían conocidos como la "Especie Alfa", la más peligrosa de una extensa familia de criaturas conocidas como "Xenomes". El general, al ver a sus hombres incapaces de repeler el ataque, toma el mando de una de las naves Gunman e inicia un bombardeo contra los atacantes Xenomes, causándoles algunos daños antes de que la propia nave sea capturada por las fauces de una de las gigantescas criaturas. Mientras tanto, el personaje del jugador, el Comandante Archer, reúne a los Gunman restantes y ordena la retirada inmediata de Banzure Prime mediante las naves aún disponibles, asumiendo que el General había muerto tras ser cazada su nave. Sin embargo el General, que continuaba vivo mientras la nave en la que se encontraba era arrastrada bajo tierra por el monstruo, contemplaba la huida de los Gunman sin poder avisarles de su desesperada situación.
El juego salta cinco años en el tiempo y sitúa al jugador en la piel del Comandante Archer, que se preparaba para una misión a bordo de una estación Gunman conocida como "Aeronáutica". Tras un nivel de entrenamiento, Archer y un pequeño escuadrón Gunman desembarcan en un planeta selvático, con viejas ruinas y habitado por algunos dinosaurios, con órdenes de investigar una misteriosa señal codificada bajo un código de los Gunman "obsoleto pero de alto rango". Poco después, la señal resulta ser una trampa y los Gunman empiezan a ser atacados con fuego pesado de una facción humana además de ser hostigados por la fauna autóctona. El jugador es forzado a abrirse pazo a través de unas catacumbas, donde se encuentra con el General, vivo a pesar de haber sido comido vivo en Banzure Prime. El General reprocha a Archer el no haberse enterado de que los Xenomes, criaturas de silicio, no pueden digerir formas de vida carbónicas como los humanos, también le cuenta que él, junto con los científicos supervivientes de la colonia de Banzure Prime, consiguieron escapar de las criaturas Xenomes tras ser abandonados a su suerte por los Gunman. El vengativo general, junto con científicos y mercenarios, creó una maliciosa organización que se encarga de diseñar nuevas especies xenomes con ingeniería genética, a las cuales pretende emplear como arma biológica para lograr sus propósitos, entre ellos, vengarse de Archer. El General permite escapar a Archer, pero solo para ver cómo los agresivos reptiles autóctonos acaben con él. No obstante, Archer sobrevive y se infiltra en la nave de carga del General, destinada a una inestable luna administrada por una IA que empezaba a volverse hostil a causa de los experimentos con xenomes que el General llevaba a cabo allí. Una vez llegada la nave carguera, empieza a ser atacada por el robot aéreo de la IA del Sistema Central, que finalmente decidió rebelarse. La nave del General suelta el módulo en el que Archer se ocultaba para poder escapar y abandona al equipo científico en las instalaciones controladas por el Sistema Central.
A medida que Archer avanza por las instalaciones, se da cuenta de que el Sistema Central lucha principalmente no contra los humanos sino contra una plaga Xenome. A pesar de los esfuerzos de la IA y de Archer, los xenomes consiguen destruir la mayoría de los dispositivos de fijación espacial que mantenían la luna en su órbita impidiendo su impacto contra el planeta que orbitaba. El sistema Central y Archer pactan una tregua, a cambio de ayuda para escapar del desastre lunar, Archer accede a transportar a la IA del Sistema Central consigo mediante un dispositivo portátil. El Comandante Archer y la IA consiguen llegar a bordo de un robot aéreo, pero este sufre daños al atravesar el campo de asteroides que se había formado. Con todo, consiguen sobrevivir a un aterrizaje violento en el planeta Icnus, en donde el General tenía su principal base subterránea de experimentación con xenomes. Archer combate a través de las instalaciones y consigue liberara un espécimen Alfa que allí albergaban, éste causa grandes estragos entre los "bandidos" del general, permitiendo a Archer seguir avanzando.
Archer consigue conectar a la IA al Sistema Central de la base subterránea, con lo cual ésta puede adueñarse de las instalaciones. La IA ayuda a Archer a localizar al General y se enzarzan en un combate de fuego pesado. El Super Robot de la IA derrota al Robot Bélico del General, que consiguió sobrevivir. Pero en pocos instantes el liberado espécimen Alfa emerge de un pozo y devora al General por segunda vez. Las tropas Gunman llegan poco después y combaten la plaga Xenome. La IA hace de las instalaciones del General su nuevo hogar.

## Géneros, temas e influencias
Gunman Chronicles, situándose en un momento desconodico de un futuro distante, contiene muchos ambientes y temas. Los diseños más destacados se centran en la Ciencia Ficción, Cyberpunk, Steampunk y Western, entre otros. El juego se centra en esas ambientaciones, pero además tiene una amplia variedad de influencias. La base estelar de los Gunman, Aeronáutica, y las instalaciones de la luna Ferrin manifiestan una vasta colección de elementos y arquitectura futurista y Cyberpunk que guardan gran parecido a algunas de las obras del artista suizo H.R. Giger. Varias de las criaturas Xenomes también expresan esta influencia, además el mundo de Gunman Chronicles parece contener influencias de novelas de Ciencia Ficción tales como Dune.

## Multijugador en línea en Gunman Chronicles.
Al igual que el resto de juegos y mods basados en el motor de Half-Life, Gunman Chronicles empleaba la tecnología WON para sus partidas multijugador, y estuvo en funcionamiento hasta la llegada de la plataforma Steam en julio de 2004. Este software, desarrollado por Valve, conllevó el cierre de los servidores WON y la actualización de Half-Life y todos sus mods al nuevo sistema multijugador de Steam. Sin embargo, Gunman Chronicles no recibió dicha actualización, al haber sido lanzado al mercado por la editora SIERRA como un producto completo e independiente de Half-Life. 
La falta de soporte de Valve y la ausencia de parches oficiales por parte de sus desarrolladores imposibilitó crear partidas multijugador en línea de Gunman Chronicles en la era Steam. A fin de solucionar este problema, la comunidad de jugadores creó al poco tiempo un parche no oficial, denominado "Gunman to Steam Patch" que habilitaba nuevamente el multijugador en línea; lamentablemente, no logró la acogida esperada y no impidió que el interés por el juego decayera enormemente. Por si fuera poco, Valve realizó durante el año 2012 cambios en el sistema de archivos de la plataforma Steam que inutilizaron este parche, sentenciando una vez más a la comunidad de Gunman Chronicles al olvido.